# Pheidole incurvata
Pheidole incurvata är en myrart som beskrevs av Hugo Viehmeyer 1924.
Pheidole incurvata ingår i släktet Pheidole och familjen myror. Inga underarter finns listade i Catalogue of Life.